# Wolf 1061
Wolf 1061 är en röd dvärg av typ M på 14 ljusårs avstånd från jorden. Den är en variabel av BY Draconis-typ (BY). Wolf 1061 har tre kända planeter, varav den mittersta, Wolf 1061c, är på ett lämpligt avstånd från sin stjärna för att kunna ha liv. De två andra planeterna är inte lämpliga för liv.
| Namn | Massa Jordmassor | Halv storaxel   | Period (dygn)    | Excentricitet | Noter                |
| ---- | ---------------- | --------------- | ---------------- | ------------- | -------------------- |
| b    | ≥1.91            | 0.0375 ± 0.0012 | 4.8869 ± 0.0005  | 0.15          |                      |
| c    | ≥4.3             | 0.0890 ± 0.003  | 17.8719 ± 0.0059 | 0.11          | Är i beboeliga zonen |
| d    | ≥7.7             | 0.470 ± 0.016   | 217.21 ± 0.55    | 0.55          |                      |